# Escuadrón Supremo
El Escuadrón Supremo (en inglés: Squadron Supreme o Supreme Squad) son un equipo de superhéroes ficticios que aparecen en los cómics estadounidenses publicados por Marvel Comics, de los cuales hay varias versiones alternativas notables. El equipo original fue creado por Roy Thomas y John Buscema, y se derivó del equipo de supervillanos creado previamente el Escuadrón Siniestro.
Los miembros principales del Escuadrón Supremo son Hiperión, Nighthawk, Doctor Espectro, Princesa Poder y Zumbador. El equipo también tiene varios miembros menores. Los miembros del equipo se basan en personajes publicados por el rival DC Comics, y es un suplente de la Liga de la Justicia. Más adelante se agregaron a la lista varios personajes que no estaban basados en héroes de DC.

## Origen

### Versión Tierra-712
El Escuadrón Supremo es encontrado por primera vez por cuatro miembros de los Vengadores: Visión, Quicksilver, Bruja Escarlata y Goliat, que han llegado al universo Tierra-712 por error. Los Vengadores inicialmente están confundidos, ya que varios miembros del Escuadrón Supremo tienen nombres y poderes idénticos al Escuadrón Siniestro, un grupo de villanos previamente encontrados.
Aunque este paralelo fue una elección deliberada del escritor Roy Thomas, creó confusión en el departamento de producción de Marvel, ya que las portadas de Avengers # 85 y # 141 (noviembre de 1975) afirmaban que era el Escuadrón Siniestro el que se presentaba en ambas historias. Después de una breve batalla, los Vengadores ayudan al Escuadrón Supremo a enfrentar la amenaza global que representa el mutante Niño-Cerebro, antes de regresar a su propio universo. El Escuadrón Supremo tiene otra serie de escaramuzas con los Vengadores diseñados por el grupo El Cártel de las Serpientes, pero finalmente unen sus fuerzas y evitan el uso de la Corona Serpiente.
El equipo reaparece brevemente en el título Thor, cuando la versión malvada de Hyperion ataca la versión Tierra-712. El Escuadrón aparece en el título Defensores como peones controlados por la mente de las entidades Mente Suprema y Null, la oscuridad viviente, pero son liberados y junto a los Defensores derrotan a los villanos. En Tierra-712, sin embargo, queda en un estado post-apocalíptico. 
El Escuadrón Supremo se presentó luego en una miniserie de 12 números autoproclamada (septiembre de 1985 - agosto de 1986) por el escritor Mark Gruenwald, que retoma desde donde Tierra-712 fue visto por última vez en Defenders # 114. El Escuadrón, dirigido por Hyperion, cree que tiene el conocimiento y el poder para recrear el mundo y crear una utopía. Nighthawk protesta, creyendo que el Escuadrón debe servir y no gobernar. El tema se somete a votación, con el llamado "Programa Utopía" favorecido por la mayoría del Escuadrón; Nighthawk, incapaz de aceptar la decisión con la conciencia tranquila, dimite del equipo. El Escuadrón asume el control general del gobierno de los Estados Unidos y rehace la nación en una utopía virtual. El equipo implementa una serie de cambios radicales, que incluyen revelar sus identidades secretas; instituir un programa de modificación de conducta en las cárceles donde los reclusos se ven obligados a someterse a un proceso que inhibe mentalmente sus instintos criminales; hacer cumplir una estricta política de control de armas; y desarrollar tecnología médica para preservar criogénicamente a los muertos. 
A pesar de los avances económicos y tecnológicos, hay retrocesos: Arquero Dorado abusa de la tecnología de modificación del comportamiento al obligar a su compañera Lady Lark (que acababa de rechazar su propuesta de matrimonio) a amarlo, lo que resultó en su eventual destitución del equipo; Anfibión se vuelve cada vez más disgustado con los métodos del Escuadrón, especialmente con la tecnología de modificación del comportamiento, y su desilusión finalmente lo lleva a destruir esa tecnología y abandonar el Escuadrón y el mundo de la superficie por completo; Nuke inadvertidamente mata a sus padres a través de una liberación de radiación inadvertida e incontrolable y muere mientras lucha contra el Doctor Espectro durante un alboroto; y Tom Thumb, mientras desarrolla muchas de las tecnologías utilizadas en el Programa Utopía del Escuadrón, descubre que tiene cáncer pero decide no informar a sus compañeros de equipo, y finalmente sucumbe a la enfermedad. 
Prediciendo un resultado de pesadilla, Nighthawk, con la ayuda del Hechicero Supremo de su mundo, el Profesor Imam, cruza el límite dimensional hacia la Tierra-616 para solicitar la ayuda de los Vengadores. A pesar de que su solicitud es denegada, él puede contar con la ayuda de tres de sus antiguos enemigos, que huyeron a esta Tierra para escapar de las acciones del Escuadrón. Volviendo a su mundo natal, Nighthawk finalmente se ve obligado a enfrentarse a sus antiguos compañeros de equipo con un nuevo equipo al que llama Redentor, que también incluye al antiguo miembro del Escuadrón Arquero Dorado (ahora conocido como Arquero Negro). Se produce una batalla brutal en la que mueren varios miembros de ambos equipos, incluido Nighthawk. Un horrorizado Hyperion se da cuenta de que Nighthawk tenía razón: el Escuadrón, a pesar de tener buenas intenciones, había creado inadvertidamente un estado totalitario, con ellos mismos como sus dictadores. El Escuadrón se rinde, se disgrega y devuelve el control de los Estados Unidos al gobierno.
En una secuela de novela gráfica de Gruenwald, Ryan y Inker Al Williamson, Squadron Supreme: Death of a Universe, los restos del equipo se reúnen para luchar contra Nth Man. Aunque tienen éxito, varios miembros del Escuadrón son asesinados, y el resto (Hyperion, Doctor Espectro, Zumbador, Princesa Poder, Lady Lark (ahora conocida como Skylark), Moonglow, Haywire y Shape) abandonados en el universo de Marvel.
El Escuadrón se encuentra con el héroe Quasar y se traslada a la instalación gubernamental Proyecto Pegaso. Después de otro encuentro con Mente Suprema y una visita al mundo de laboratorio del Extraño, el Escuadrón intentó sin éxito regresar a su propio universo, y los miembros Hyperion, Doctor Espectro y Zumbador luchan contra la entidad Deathurge.
Todo el Escuadrón Supremo aparece en una historia de Los Vengadores con ellos que finalmente los devuelve a su universo natal. El Escuadrón Supremo de un solo disparo : Nuevo Orden Mundial revela que Earth-712 ahora está dominado por corporaciones que usan las propias tecnologías Utopía del Escuadrón.
El Escuadrón entró en conflicto con un nuevo gobierno cuando un equipo interdimensional llamado Exiliados, viajando desde el universo Tierra-616, revela que el gobierno había manipulado las elecciones a través de un fraude electoral mundial. El Escuadrón y los Exiliados deponen al nuevo gobierno e intentan permitir que la sociedad progrese sin una participación sobrehumana.

### Versión Tierra-616
En 2015, se anunció una nueva serie Escuadrón Supremo, con James Robinson escribiendo y Leonard Kirk dibujando. La serie incorporará personajes de diversas realidades (que fueron destruidas durante la historia de Time Runs Out) después de la historia de Secret Wars como Nighthawk de Tierra-31916 (que fue el escenario del poder supremo y fue destruida por la Camarilla), Hyperion de Tierra-13034 (que fue destruida al colisionar con otro universo), Doctor Espectro de Tierra-4290001 (el hogar de la Gran Sociedad que fue previamente destruida por Namor), Blur de Tierra-148611 (el escenario del Nuevo Universo), y Princesa Poder de Tierra-21195 (que fue rescatada para la ubicación de Utopolis en Battleworld). Tras la destrucción de sus mundos de las incursiones resultantes, Nighthawk de Tierra-31916, Hyperion de Tierra-13034, Doctor Espectro de Tierra-4290001, Blur de Tierra-148611 y Princesa Poder de Tierra-712 se refugian en la Tierra -616. Juntos, formaron la versión Tierra-616 del Escuadrón Supremo y protegerán su hogar de cualquier amenaza a cualquier costo.
La primera acción del Escuadrón Supremo fue vengarse de Namor por lo que le sucedió a los mundos de algunos de sus miembros. Atacaron Atlantis donde Hyperion decapitó a Namor y Zarda mató a Attuma. La pelea terminó con Hyperion levantando Atlantis sobre el océano y tirándolo al suelo lo suficiente como para matar a los atlantes restantes presentes. Las acciones causadas por el Escuadrón Supremo llevaron a la División de la Unidad de los Vengadores a detenerlos antes de que cualquier otra persona sea asesinada por su mano. El Escuadrón Supremo fue salvado por Thundra y luego teletransportado a Weirdworld. Fue aquí donde el Escuadrón Supremo se separó y terminó encontrando a un resucitado Doctor Druid que planeó controlar las mentes de los habitantes de Weirdworld. El Escuadrón Supremo rompió el cristal que mejoró los poderes de control mental del Doctor Druid y regresó a casa. Resultó que Princesa Poder permaneció en el mundo extraño donde resultó ser el Escuadrón Supremo de la Mujer Guerrera de la Tierra-21195. Thundra se puso del lado del Escuadrón Supremo, mientras que no estaba seguro de si debería ayudar al Escuadrón Supremo a proteger el mundo o proteger al mundo del Escuadrón Supremo. Finalmente, a través de las modificaciones mágicas de Modred el Místico a la máquina del tiempo de Reed Richards, Hyperion y Doctor Espectro se transforman accidentalmente en "fantasmas" efímeros, atrapados en el pasado; específicamente durante el ataque del escuadrón en Atlantis y justo antes de que Hyperion mate a Namor. Decidieron cambiar el pasado arrastrando este Namor pasado al presente, y así "resucitarlo". Aunque esta acción es fácil para Hyperion, quien ha tenido dudas sobre el método asesino que este nuevo Escuadrón Supremo ha estado usando, es más difícil para el Doctor Espectro, ya que Namor es responsable de destruir su Tierra. Al final del arco de la historia, Hyperion lidera la acción para disolver el escuadrón, y cada miembro sigue su propio camino.

## Miembros
| Escuadrón Supremo                                                           | Contrapartidas de la Liga de la Justicia                    |
| --------------------------------------------------------------------------- | ----------------------------------------------------------- |
| Hyperión                                                                    | Superman                                                    |
| Nighthawk                                                                   | Batman                                                      |
| Princesa Poder                                                              | Mujer Maravilla                                             |
| Speed Demon                                                                 | Flash                                                       |
| Doctor Espectro                                                             | Linterna Verde                                              |
| Hombre Anfibio                                                              | Aquaman                                                     |
| El Amo del Cielo Skrull                                                     | Detective Marciano                                          |
| Arquero Dorado (originalmente «Ojo de Halcón II» y después «Arquero Negro») | Flecha Verde                                                |
| Lady Alondra                                                                | Canario Negro (también similar a Mujer Halcón/Chica Halcón) |
| Tom Thumb                                                                   | Atom                                                        |
| Capitán Halcón (Águila Azul)                                                | Hombre Halcón                                               |
| Arcanna                                                                     | Zatanna                                                     |
| Nuke                                                                        | Firestorm                                                   |

## Otras versiones

### Versión Tierra-31916
La huella de Marvel MAX del público maduro muestra las aventuras de la versión Tierra-31916 del Escuadrón Supremo. Este equipo es una versión reiniciada, con todos los personajes completamente rediseñados.
Esta versión del Escuadrón Supremo conoció a los Ultimates durante la miniserie de Ultimate Power. La conclusión de esta serie dejó a Zarda, un miembro del Escuadrón Supremo, en el Universo Ultimate Marvel, y Nick Fury en el Universo Escuadrón Supremo. Nick Fury, sin embargo, finalmente regresó al universo de Ultimate Marvel.

### Marvel Zombies Supremo
El Escuadrón Supremo aparece en la serie de 2011 Marvel Zombies Supreme, que ve a los miembros del equipo infectados con un virus zombi desarrollado por un genetista trastornado. Se revela en la serie que estos son clones del Escuadrón Supremo, y la historia está ambientada en el universo primario de Tierra-616 de Marvel.

## En otros medios

### Televisión
- El Escuadrón Supremo aparece en el episodio "Quién Continuidad Destruiría" de The Super Hero Squad Show. Los miembros presentes son Nighthawk, Princesa Poder e Hyperion. Thanos y el Gran Maestro enfrentan a Iron Man, Bruja Escarlata y Hulk contra los miembros del Escuadrón.
- Aparecen en la segunda temporada de Avengers Assemble (2014). El grupo consta de Hyperion, Zarda, Nighthawk, Speed Demon, Doctor Espectro y Nuke. Vienen de un planeta diferente dentro del mismo universo que esta versión de los Vengadores, donde el planeta anónimo fue destruido por el Escuadrón Supremo, donde utilizaron un Doctor Espectro involuntario para hacerlo: 
  - En la primera temporada, cuando Hyperion llegó a la Tierra y planeó hacer la misma opresión sobre los criminales seguido de planear destruir la Tierra, fue encarcelado por los Vengadores lo que lo llevó incluso a unirse a la Camarilla de Red Skull al ser liberado por ellos.
  - Durante la segunda temporada, su subtrama involucra al Escuadrón Supremo de volver a estar juntos donde planean convertirse en los protectores de la Tierra a su manera, lo que los llevó a enfrentarse ocasionalmente con los Vengadores. En la batalla final, el Escuadrón Supremo es derrotado y enviado a una sección especial de la Bóveda.